# Pöring (Zorneding)
Pöring ist ein Gemeindeteil der Gemeinde Zorneding und eine Gemarkung im Landkreis Ebersberg (Regierungsbezirk Oberbayern, Bayern).

## Geographie
Das Kirchdorf Pöring befindet sich im Norden der Gemeinde Zorneding. Nördlich liegt der Gemeindeteil Ingelsberg, westlich das zur Gemeinde Vaterstetten gehörende Baldham und östlich der Eglhartinger Forst, der Teil des Ebersberger Forstes ist.
Die Gemarkung Pöring mit einer Gesamtfläche von 676,25 Hektar besteht aus zwei Gemarkungsteilen. Auf dem Gemarkungsteil 1 in der Gemeinde Zorneding liegen deren Gemeindeteile Ingelsberg, Wolfesing und Pöring. Auf dem Gemarkungsteil 0 in der Gemeinde Vaterstetten liegt eine Siedlung, die Baldham zugerechnet wird und bis zur Auflösung der Gemeinde Pöring im Jahr 1978 deren Gemeindeteil Pöring Waldkolonie war.

## Geschichte

„Siz und Sedel Zu Pering“ (1701)

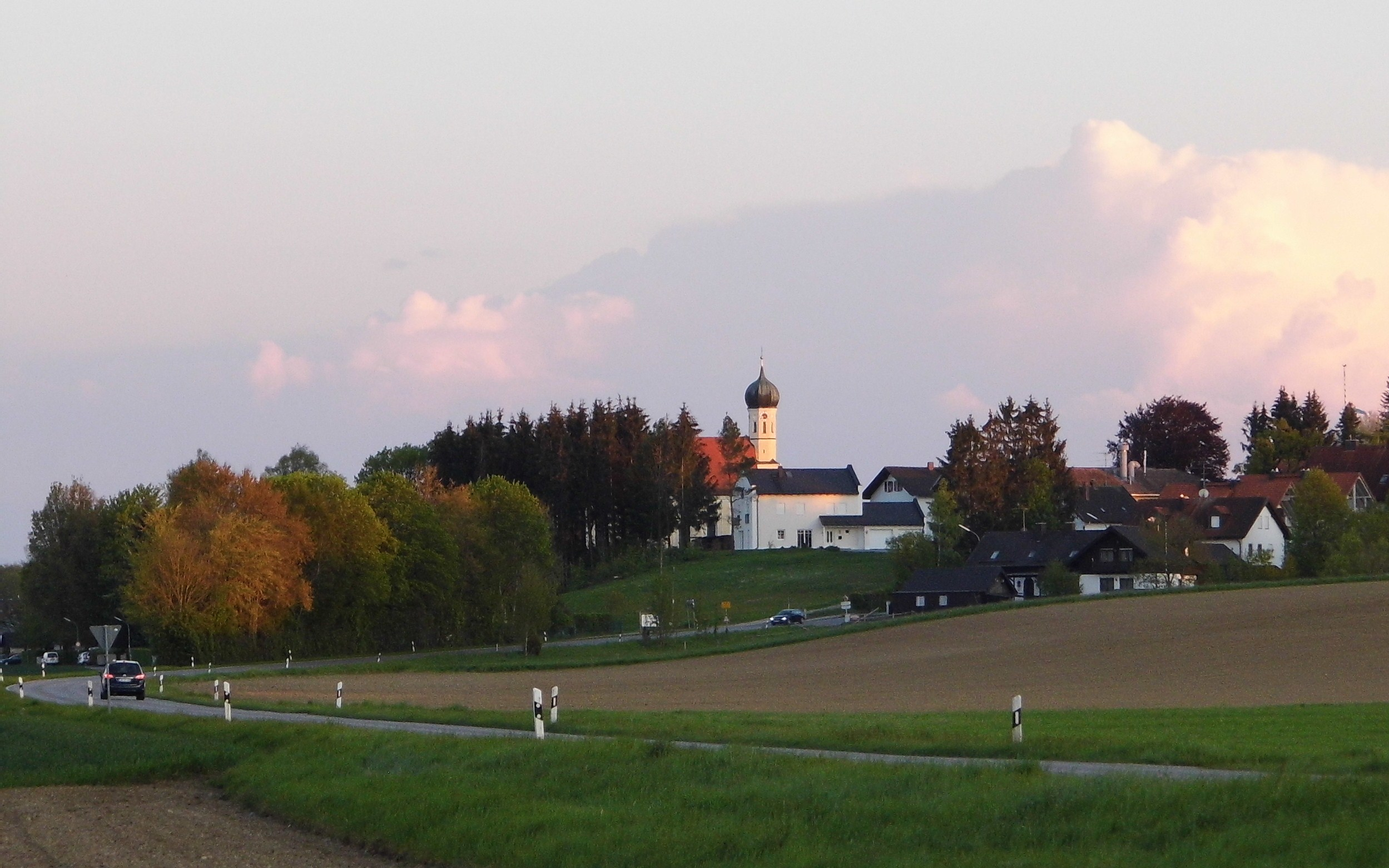
Pöring mit kath. Kirche St. Georg von Norden her (2016)

Pöring ist als Rodungsinsel zwischen dem Ebersberger Forst und dem Hofoldinger Forst entstanden. Bodenfunde deuten auf eine Besiedlung im 6. oder 7. Jahrhundert hin. Die erste bekannte urkundliche Erwähnung Pörings unter dem Namen Peringan stammt vom 25. August 885, durch eine Schenkung von Reichshöfen des Kaisers Karl III. an Altötting. Der Ortsname Peringan bzw. Peringen geht auf den Personennamen Pero zurück. Erst im 16. Jahrhundert entwickelte sich der heute gebräuchliche Name Pöring.
Im 10. Jahrhundert gehörte Pöring wie das benachbarte Zorneding zum Besitz des Grafen Eberhard von Ebersberg. Um 1180 werden erstmals die Pöringer erwähnt, ein Adelsgeschlecht, das seinen Sitz in der Burg im Ort hatte. Diese wurde 1632 von den Schweden niedergebrannt. An ihrer Stelle entstand 1661 ein Schloss, das noch bis etwa 1830 als Adelssitz diente. Heute findet sich vom Schloss nur noch ein Burgstall.
Ab 1696 wurde die St. Georgskirche in Pöring anstelle der alten gotischen Kirche errichtet. 1750 gliederte man die Hauptmannschaft Wolfesing in die Hauptmannschaft Pöring ein. Vor der Schlacht bei Hohenlinden am 3. Dezember 1800 versammelten sich französische Truppen in und um Pöring; nach der Schlacht beschlagnahmten sie das Kirchensilber.
1813 entstand die Gemeinde Pöring mit den zusätzlichen Ortsteilen Wolfesing und Ingelsberg. Diese erhielt mit dem Gemeindeedikt von 1818 Selbstverwaltungsrechte. 1835 wohnten dort 48 Familien. Mit der Bauernbefreiung wurden bis 1848 alle Höfe privatisiert; dabei verloren auch einige Pöringer ihren Arbeitsplatz. 1871 wurde mit der Eröffnung der Haltestelle Zorneding der Bahnstrecke München-Rosenheim sowohl Zorneding im Süden als auch Pöring im Norden an die Eisenbahn angebunden. 1874 wurde in Bahnhofsnähe eine Ziegelei errichtet, die jedoch um 1934 aufgegeben wurde; der Kamin wurde 1935 gesprengt.
1876 wurde die noch heute bestehende Freiwillige Feuerwehr Pöring gegründet. 1879 fand eine Flurbereinigung statt. 1893 wurde der erste Maibaum in Pöring aufgestellt. 1894 erhielten Pöring und Ingelsberg einen Anschluss an das Zornedinger Wasserleitungsnetz.
Bereits 1902 wurde der Arbeiter-Krankenunterstützungsverein gegründet, was für ein Dorf dieser Größe recht ungewöhnlich war. Bis 2011 bestand der Verein, der es sich zur Aufgabe gemacht hatte, „seinen Mitgliedern im Krankheits- oder Unglücksfall [...] eine Unterstützung zu gewähren.“
1909 wurde die erste Schule in Pöring eingeweiht; vorher gingen die Pöringer Kinder in die Zornedinger Schule. In der ersten Hälfte des 20. Jahrhunderts besuchten etwa 50–60 Kinder die Schule. 1947 wurde die Volksschule zweiteilig, 1960 dreiteilig. 1964 folgte ein Neubau, der aus Platzgründen notwendig geworden war.
1912 entstand am Forstrand eine Köhlerei, die 1980 zum Forsthaus Diana verlegt wurde; noch heute erinnert die Köhlerstraße daran. 1922 wurde das Raiffeisen-Lagerhaus gebaut. Um 1925 herum wurde direkt angrenzend ein Sägewerk errichtet, welches bis 1960 betrieben wurde.
1933 trat der komplette Gemeinderat Pörings geschlossen der NSDAP bei, denn andernfalls hätten diese zurücktreten und ihre Plätze an SA-Mitglieder weitergeben müssen, welche bereits durch den Zornedinger Bürgermeister und SA-Sturmführer Franz Limmer bereitgestellt waren und Pöring in die Gemeinde Zorneding einverleiben sollten. Tatsächlich konnte so die Eigenständigkeit Pörings vorerst bewahrt werden.
Im 2. Weltkrieg wurden Pöring und Zorneding am 21. April 1945 Opfer eines Bombenangriffs in der Bahnhofsgegend. Dabei wurde das Gebäude der Bahnhofsrestauration, in dem ein Kindergarten untergebracht war, zerstört. Zu Kriegszeiten wurden Kriegsgefangene und „Ostarbeiter“ vornehmlich zu Arbeiten in der Landwirtschaft verpflichtet; außerdem wurden vor allem holländische Zwangsarbeiter zum Bau einer Bahnstrecke von Feldkirchen nach Zorneding eingesetzt.
Nach Kriegsende war die Wohnungsnot durch Flüchtlinge, obdachlos gewordene Münchner sowie (ab 1946) auch durch Heimatvertriebene, vor allem aus Südmähren, groß.
Der Pöringer Waldspielplatz am Rande des Ebersberger Forsts wurde 1973 durch die Gemeinde Pöring, Waldfacharbeiter und die Bundeswehr angelegt.
1973 wurden erneut Pläne zur Auflösung der Gemeinde Pöring bekannt, worauf wieder breiter Widerstand entstand. Man befürchtete, dass die 2.200 Pöringer in der gemeinsamen Gemeinde gegenüber den 5.000 Zornedingern unterrepräsentiert werden könnten. Außerdem sorgte man sich wegen der hohen Schuldenbelastung von Zorneding. In Pöring entstand eine Bürgerinitiative gegen die Auflösung der Gemeinde. Auf der letzten Bürgerversammlung stimmten 95 % der Bürger bei einer Wahlbeteiligung von 80 % für ihre Selbstständigkeit. Der Widerstand war erfolglos.
Am 1. Mai 1978 wurde mit der bayerischen Gebietsreform die Gemeinde Pöring aufgelöst und deren Hauptteil in die Gemeinde Zorneding eingegliedert. Der Ortsteil Pöring Waldkolonie, heute östlicher Teil Baldhams, mit damals etwa 600 Einwohnern wurde in die Nachbargemeinde Parsdorf, die heutige Gemeinde Vaterstetten, eingegliedert. Der letzte Bürgermeister Pörings Georg Wimmer vertrat ab diesem Zeitpunkt seine alte Gemeinde im Gemeinderat von Zorneding.
Siehe auch: Liste der Bürgermeister von Pöring

### Ortsentwicklung
Der ursprüngliche Ortskern befindet sich im Umfeld der Kirche St. Georg. Zusätzlich entwickelten sich entlang der Parkstraße und am Rande des Ebersberger Forsts sowie entlang der Bahnstrecke München–Rosenheim weitere Siedlungen, die immer mehr zusammenwuchsen.

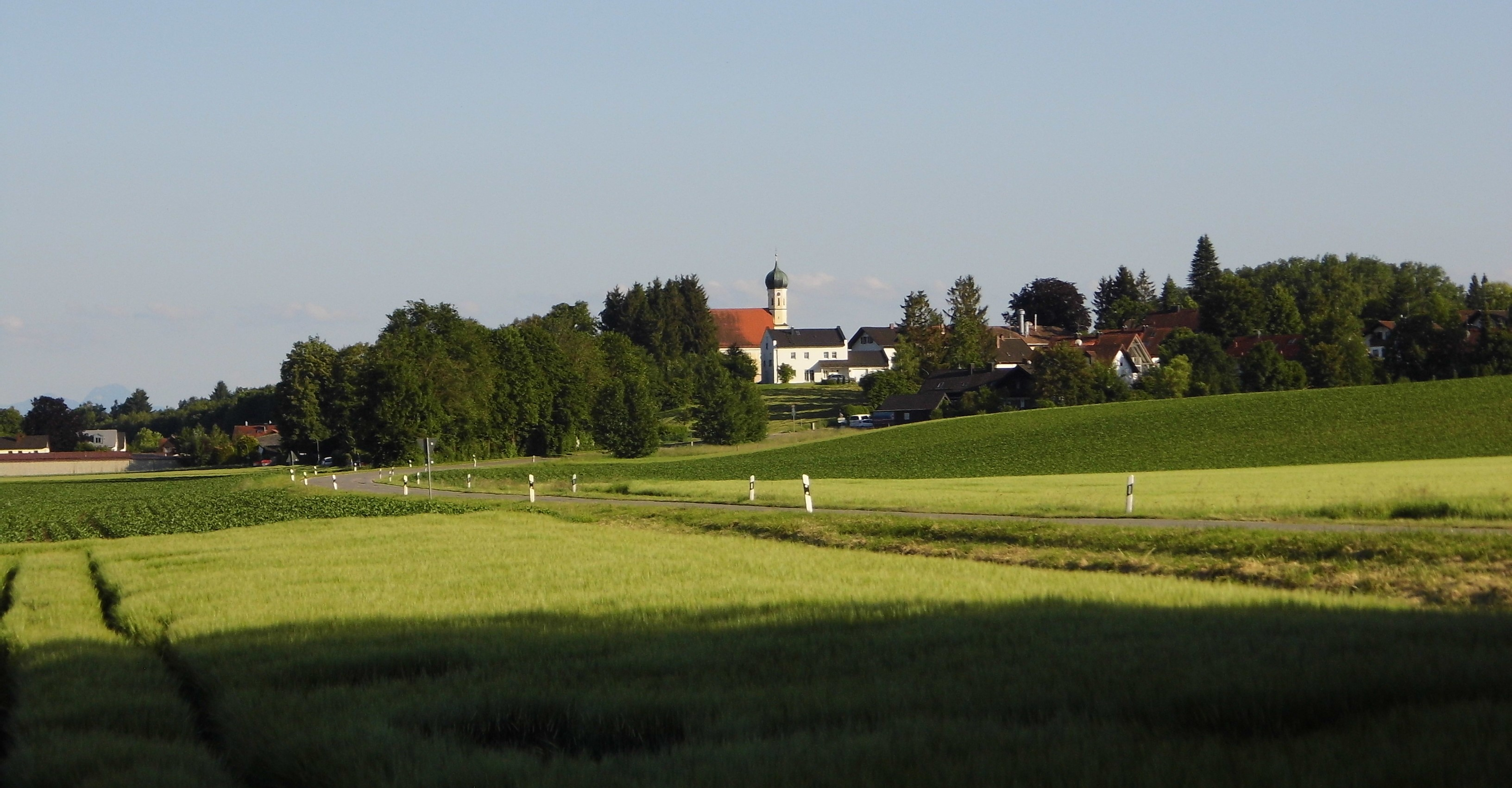
Pöring, gesehen von Norden, am 11. Juni 2022

Aufgrund der Wohnungsnot in der Nachkriegszeit entstand in den 1950er-Jahren die Parksiedlung in der östlichen Ortshälfte am Forstrand; dort befanden sich im Eichenweg bereits notdürftige Baracken.
In den 1970er-Jahren dehnte sich der Hauptort vor allem weiter nach Norden aus, in den 1980er-Jahren weiter nach Westen (Schindlmayr-Siedlung; Straßen mit Gebirgsnamen). Ende der 1980er-Jahre entstand auf dem Gelände des alten Sägewerks das Wohngebiet Pöring-Süd (u. a. Freybergstraße). In den 1990er-Jahren wurde der Dorfplatz mehrfach umgestaltet.
1997 entstand im Westen Pörings an der Bahnlinie das Gewerbegebiet I mit circa 9 Hektar Ausdehnung (eigentlich gehört das Gebiet zum Gemeindeteil Zorneding, es wird aufgrund der Lage jedoch eher Pöring zugerechnet). Dadurch entstand zwischen Gewerbegebiet, ursprünglichem Hauptort und den Siedlungen an der Bahnlinie ein größeres unbebautes Areal im Innenbereich; mit der 2019 beschlossenen Bebauung der „Wimmerwiese“ (ebenfalls eigentlich Zornedinger Flur) wird jedoch daraus ein zusammenhängend bebautes Gebiet.
2019 wurde das Gewerbegebiet II, eine Erweiterung des bisherigen Gewerbegebiets in Richtung Norden bis zur Baldhamer Straße, beschlossen.

## Wappen
| Wappen von Pöring | Blasonierung: „In Blau über zwei gekürzten Spitzen schwebend ein goldenes Rebhuhn“ |
| Wappen von Pöring | Wappenbegründung: Die Silberspitzen sind dem Wappen Christoph Menths entnommen, der im 17. Jahrhundert Inhaber des Sitzes Pöring war. Das Rebhuhn ist dem Wappen der Freiherren von Millau entnommen, die Sitz im 18. Jahrhundert innehatten. Das Wappen wurde 1968 durch den Pöringer Gemeinderat auf Basis eines Gutachtens beschlossen. |

## Bauwerke und Einrichtungen

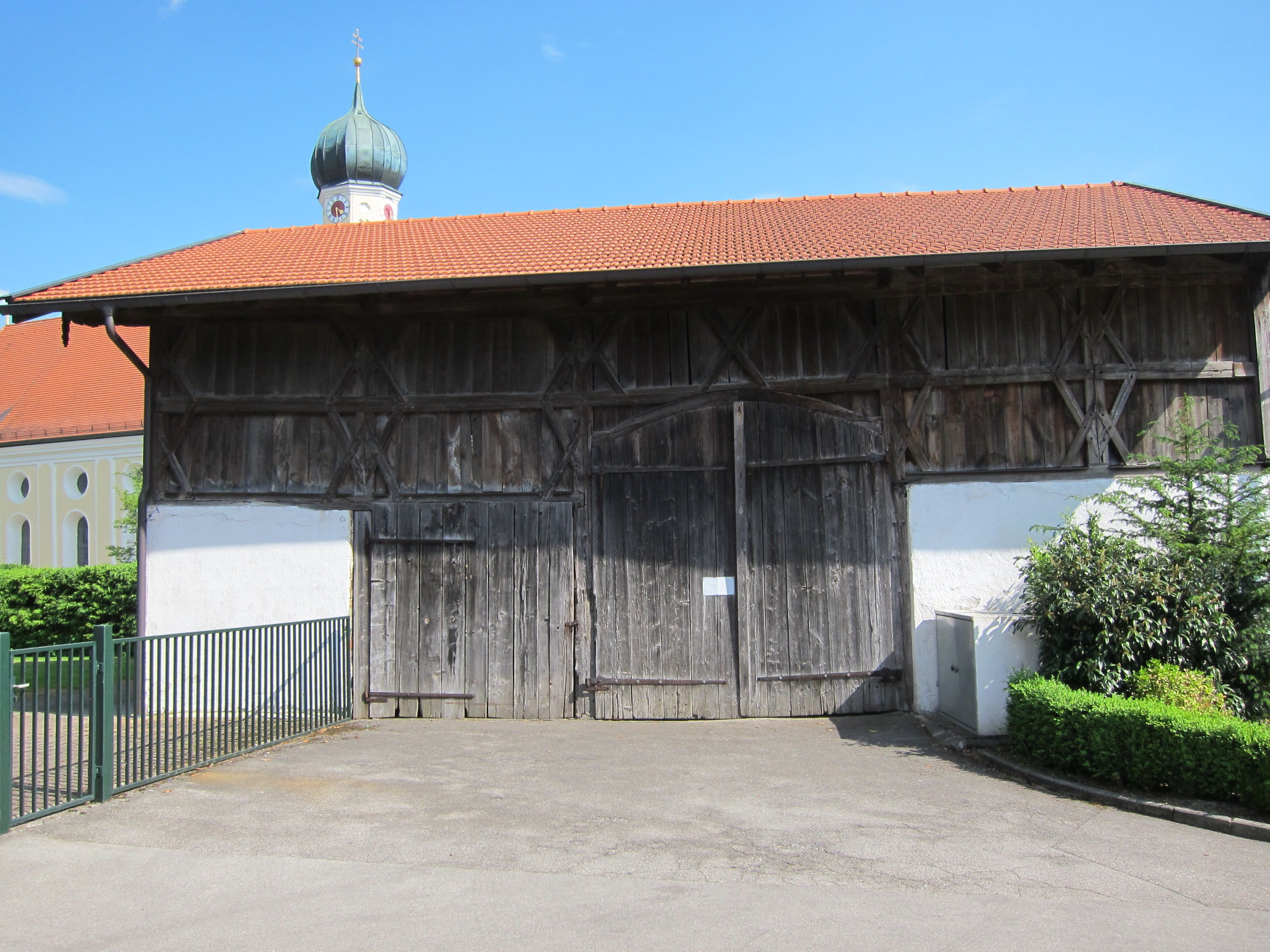
Stadel aus dem 19. Jahrhundert

Im Ortsteil Pöring befindet sich einer der beiden Standorte der Grundschule Zorneding. Im Westen liegt die Filialkirche St. Georg. Der Bau der Barockkirche wurde 1696 begonnen. Die Einweihung fand 1707 statt. Unter Denkmalschutz steht auch ein Stadel nahe der Burgstraße, der nach 1855 errichtet wurde. Der Burgstall des alten Schlosses ist mit einem Wohnhaus überbaut.